# بخش اوروست
بخش اوروست (به سوئدی: Orusts kommun) یک ناحیه شهری در سوئد است که در شهرستان وسترا گوتلاند واقع شده‌است.

## خواهرخوانده
شهر تئووا فنلاند خواهرخواندهٔ بخش اوروست هست.